# Henri Toivonen
Henri Pauli Toivonen (Jyväskylä, 25 augustus 1956 – Col d'Ominanda nabij Corte, 2 mei 1986) was een Fins rallyrijder. Hij was een van de kopstukken in het Groep B tijdperk in de rallysport, onder meer actief in het wereldkampioenschap rally. Hij was de zoon van Pauli Toivonen en de oudere broer van Harri Toivonen, die beide eveneens als coureur carrière maakten binnen de autosport.
Na zich te hebben geprofileerd in verschillende disciplines en categorieën op nationaal niveau, kende Toivonen zijn internationale doorbraak met het winnen van de Lombard RAC Rally in 1980 met een Talbot Sunbeam Lotus. Hij werd daarmee de jongste winnaar van een ronde van het wereldkampioenschap rally; een record dat lange tijd op zijn naam zou blijven, totdat landgenoot Jari-Matti Latvala deze uiteindelijk verbrak met een overwinning in Zweden in 2008. Dit resultaat lanceerde Toivonens carrière als fabrieksrijder bij Talbot en Opel, voordat hij in het 1984 seizoen tekende bij Lancia als officiële rijder van Martini Racing met de Lancia Rally 037.
Succes en verlies kenmerkte de carrière van Toivonen gedurende zijn periode als sterrijder. In 1985 raakte hij bijna verlamd na een ongeluk tijdens de Costa Smeralda Rally op Sardinië, maar Toivonen wist na een maandenlange revalidatie terug te keren naar de top en won de 1985 editie van de RAC in de debuterende Lancia Delta S4, een auto waarmee hij vervolgens ook zou triomferen tijdens de seizoensopener van 1986 in Monte Carlo.
De marge bleek wederom nihil; Toivonen verongelukte met dodelijke afloop tijdens de WK-ronde van Corsica, op 2 mei 1986, op het moment dat hij de leiding van de rally ruimschoots in handen had. Zijn navigator, de Amerikaans-Italiaanse Sergio Cresto, kwam eveneens in het ongeval om het leven, toen hun Lancia Delta S4 in een scherpe linkse bocht van de weg raakte in een nabijgelegen afgrond, en bij stilstand prompt explodeerde in een enorme vuurzee. Het ongeluk resulteerde in het competitieverbod voor de Groep B auto's ingaand vanaf het 1987 seizoen, een beslissing die door FIA-president Jean-Marie Balestre slechts een paar uur na het ongeluk werd verkondigd.
Toivonens relatief jonge carrière begon op het circuit, waar hij ook al die tijd een voorliefde voor bleef houden. De uitstap deed zich zo nu en dan ook voor, en hij maakte onder meer twee succesvolle optredens in het Europees kampioenschap voor sportwagens, en werd later geprezen door voormalig Formule 1 teambaas Eddie Jordan, voor wiens Formule 3 team Toivonen een aantal gastoptredens maakte. Toivonen onderging ook eenmalig een test voor het March Formule 1 team, waarin hij een snellere rondetijd noteerde dan de reguliere rijder van het team. Een vaak verschijnend, maar tegelijkertijd onbevestigd bericht vertelt dat Toivonen voorafgaand aan de WK-ronde in Portugal in 1986 zijn Delta S4 over het circuit van Estoril heeft gereden, en daarin een rondetijd zou hebben neergezet die hem als zesde zou hebben gekwalificeerd voor de Grand Prix Formule 1 van Portugal datzelfde jaar. De jaarlijkse Race of Champions, in zijn oorsprong georganiseerd ter nagedachtenis aan Toivonen, deelt ieder jaar nog aan de winnaar van de individuele klasse de Henri Toivonen Memorial Trophy uit.

## Carrière

### Beginjaren

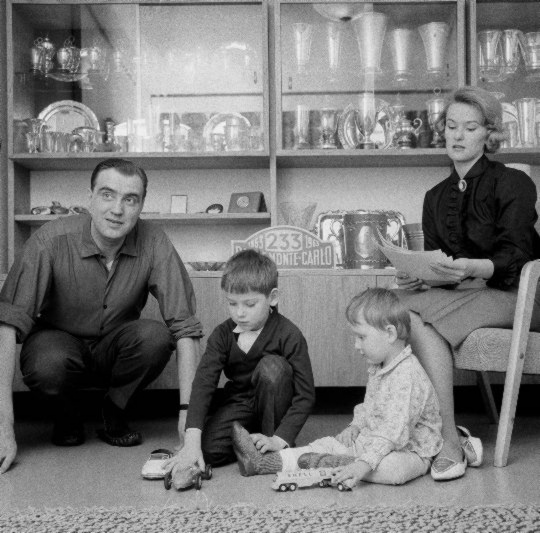
De Toivonen familie in 1963: met linksvoor een jonge Henri naast vader Pauli, die in deze periode een succesvol rijder en daarnaast grote persoonlijkheid was binnen de internationale rallywereld

Henri Toivonen groeide op in een omgeving waar autosport centraal stond. Hij werd geboren in Jyväskylä, de stad waar de Rally van Finland (lokaal bekend als de 'Jyväskylän Suurajot') gebaseerd is sinds de inaugurele editie van 1951. Henri's vader, Pauli Toivonen, was sinds de jaren vijftig ook een bekende rallyrijder geworden die middels de jaren zestig internationale programma's reed voor verschillende fabrieksteams. Hij won grote evenementen als de Rally van Monte Carlo, de Griekse Acropolis Rally en niettemin de Suurajot als thuiswedstrijd. Zijn hoogtepunt was hoe dan ook de titel in het Europees kampioenschap in 1968 met een Porsche 911. Maar Pauli was ook met regelmaat te vinden op het circuit, en dat is waar Henri zichzelf in eerste instantie het meest vertrouwd bij voelde, temeer omdat het gezien zijn leeftijd ook de enige mogelijkheid voor hem was om in competitie deel te nemen. Als debutant in het karten in 1971, liet hij gelijk zijn aanleg voor de sport zien en schreef op dominante wijze de titel bij de Finse junioren klasse op zijn naam; een resultaat dat hij herhaalde in 1972 – met bijkomend de Scandinavische variant hiervan. Alhoewel een nieuwe titel ontbrak, kwamen er in de daaropvolgende jaren nog wel overwinningen voor Toivonen, en hij wist zich in 1974 ook te kwalificeren voor deelname aan het wereldkampioenschap karten op het circuit van Estoril. In datzelfde jaar verkreeg Toivonen ook zijn rijbewijs, maar in Finland betekende dit vooralsnog dat eerstejaars bewijshouders zich aan een snelheidslimiet moesten houden, wat hem daarmee onthield van een competitief debuut in rally's of races. Met zijn achtergrond in karten verkreeg hij dispensatie om aan ijsraces deel te nemen, voordat hij uiteindelijk in de zomer van 1975 zijn opwachting kon maken in de rallysport met deelname aan de ronde van het wereldkampioenschap rally in Finland. Ingeschreven door het team dat onder de familienaam door vader Pauli werd beheerd, nam hij met navigator Antero Lindqvist, die voor Henri ook al enige tijd in de rol van persoonlijke coach fungeerde, deel aan het evenement in een Simca Rallye 2, een auto dat een product was van het overkoepelende Chrysler concern waarvan Pauli's bedrijf de importeur was in Finland. Het duo finishte hun debuutrally door een technisch probleem echter niet.
Toivonen werd in 1976 toch weer aangelokt te gaan rijden op het circuit, toen de kans zich voordeed om een test te ondergaan met een Formule Vee auto. Deze verliep positief, en hij zou gedurende het jaar enkele optredens maken in het Scandinavisch kampioenschap, waarvan hij de ronde op Mo I Rana vanaf poleposition overtuigend won. Resultaten waren nog wat wisselvallig, maar in 1977 domineerde hij het Fins FV-kampioenschap compleet met het behalen van het maximale puntenaantal en de uiteindelijke titel. De weging tussen races of rally's werd voor Toivonen nog eens op de proef gesteld toen hij eerst achter het stuur van een Porsche 911 in een langeafstandwedstrijd op het circuit van Keimola voormalig Formule 1-coureur Leo Kinnunen versloeg om de overwinning, en een aantal weken later met een Chrysler Avenger een vijfde plaats behaalde (en een klasse-overwinning) tijdens de WK-rally in Finland. Daarnaast eindigde hij dat jaar tweede in het Fins rallykampioenschap voor Groep 1 auto's, en dat maakte de beslissing voor Toivonen om zich voortaan te concentreren op rally's.
Aan het begin van 1978 reed Toivonen naar een tweede plaats toe in de Arctic Rally, een ronde zowel meetellend voor het Europees kampioenschap als de FIA Cup for Drivers. Hij moest Ari Vatanen voor zich dulden als winnaar, maar ondanks dat hij enige tijd vast zat in de sneeuw bleef hij Fiat-fabrieksrijder Markku Alén voor, die gedurende de rally echter wel door een legio problemen getroffen werd. Desalniettemin was dit weer een bemoedigend resultaat voor Toivonen, dat werd vervolgd met een gastoptreden in een fabrieksingeschreven Citroën CX tijdens de WK-rondes van Portugal en Griekenland. Deze deed hij als zoon van oud-sterrijder Pauli op uitnodiging van Marlène Cotton, de weduwe van voormalig Citroën teambaas René Cotton, die op deze manier de gloriedagen uit de jaren vijftig en zestig wilde herleven (de zoon van René Trautmann werd bijvoorbeeld ook uitgenodigd). Toivonen haalde zowat het maximale uit de prestaties van de enigszins onwennige CX, maar in beide evenementen zat een finish resultaat er niet in. Er volgde hierna toch weer een eenmalige uitstap naar het circuit, met een deelname aan een ronde van het Europese Formule Vee kampioenschap op Keimola. In een verouderde Veemax vertrok Toivonen vanaf poleposition en eindigde hij de race als derde.
Terug op de rallypaden nam hij in het WK in Finland zonder de finish te halen deel met een Porsche 911, en reed vervolgens in zijn eerste optreden in Groot-Brittannië naar een negende plaats algemeen toe met een Chrysler Sunbeam, een auto die de Avenger inmiddels had vervangen (met de laatstgenoemde vierde Toivonen eerder dat jaar nog wel zijn eerste overwinning tijdens de Finse Nordic Rally). Dit optreden bracht hem in contact met Des O'Dell, die als manager van de sportieve afdeling van Talbot, daar waar de Sunbeam later voor op de markt werd gebracht, de nodige hulp verleende tijdens het evenement. Hoewel er formeel nog geen overeenkomst bestond, was het duidelijk dat Toivonen vroeg of laat bij Talbot zou belanden.
Maar in de tussentijd reed Toivonen in 1979 voor het eerst een internationaal programma in het Brits rallykampioenschap, met een Ford Escort RS1800 ingeschreven door oliemaatschappij Total. In de openingsronde van het kampioenschap werd er nog een derde plaats behaald, maar dit zou achteraf zijn beste resultaat van het seizoen blijken, aangezien het restant voor hem voornamelijk werd gekenmerkt door vroegtijdige opgaves om uiteenlopende redenen. In het WK reed hij met deze auto de Britse RAC, waar kleine technische problemen zich opstapelden tot opnieuw een gedwongen opgave. Eerder dat jaar reed hij de Finse ronde met een Fiat 131 Abarth ingeschreven door de lokale importeur. Toivonen had daar een top vijf positie in handen, totdat op een van de proeven het contact tussen rijder en navigator wegviel door een defecte intercom, met een rally-eindigend ongeluk als gevolg. Aan het einde van het jaar tekende Toivonen uiteindelijk zijn eerste heuse fabriekscontract bij het team van Talbot.

### Wereldkampioenschap rally

#### 1980-1981: Talbot
Toivonen reed in 1980 geen groot programma met de Groep 2 Talbot Sunbeam Lotus; bestaande uit enkele Britse rally's en een handjevol rondes van de WK-kalender. Hij begon het seizoen echter nog in de zogenaamde familieauto (de Chrysler Sunbeam, nu omgedoopt tot een 'Talbot' en uitgerust met de krachtigere Lotus motor) tijdens de Arctic Rally, waar hij vroeg in de wedstrijd naar de leiding greep en deze in het restant ook niet meer verloor. Zijn Britse campagne verliep te wisselvallig om aanspraak te maken op overwinningen dan wel een titel, wat eveneens het geval was in de rally's die hij nog met eigen materiaal in zijn thuisland afwerkte. In het WK, waar Talbot ook een tweede auto voor de meer ervaren Guy Fréquelin (de latere teambaas van Citroën in het WK rally) inschreef, maakte Toivonen zijn eerste optreden in Portugal. Op het moment dat het resultaat na een reeks problemen er niet meer toe deed, greep hij naar een paar klassementsproef overwinningen toe, niet lang voordat mechanische problemen hem definitief uit de wedstrijd zou helpen. Een ongeluk eindigde zijn tweede optreden in Finland, maar hij greep hierna naar een vijfde plaats toe tijdens de WK-ronde van San Remo. Toivonen was met negen KP-overwinningen na winnaar Walter Röhrl de snelste in de rally, maar door onder meer een ruim verkregen tijdstraf bleef een potentieel top drie resultaat uit. Hierna brak Toivonen met navigator Lindqvist, met wie hij dat seizoen na een voortdurende wisseling van de wacht weer mee gekoppeld werd, maar dit aan het eind toch niet tot het gehoopte rust effect uitliep. Voor de seizoensfinale in Groot-Brittannië kwam daarom de Brit Paul White op de hot seat terecht (de RAC werd in die tijd zonder de zogenaamde 'pacenotes' gereden, waardoor lokale kennis van de proeven van belang was). Mede door zijn aanwezigheid reed Toivonen een doordachte wedstrijd, die hij om problemen te ontwijken gedoseerd aanving. Toen de concurrentie hierdoor wel getroffen werd en tijd moesten winnen, sloeg Toivonen toe met een reeks aan besttijden, waarmee hij onder andere het offensief van regerend winnaar Hannu Mikkola brak. Met een voorsprong van ruim vier minuten konden Toivonen en White aan de finish in Bath met de winnaars champagne spuiten. Het feestje voor Talbot werd helemaal compleet met teamgenoot Fréquelin op een derde plaats. Voorafgaand had Toivonen zelf niet verwacht mee te kunnen dingen voor een overwinning:
"Ik denk niet dat ik genoeg evenementen heb gereden om de rally puur op stuurkwaliteiten te kunnen winnen. Mocht ik dat toch doen, dan heb ik het geluk aan mijn zijde terwijl andere problemen hebben. Ik bedoel, Hannu Mikkola kent de bos proeven zo goed, dat het geen zin heeft om hem proberen te verslaan. Wanneer hij problemen krijgt, kan de kans zich echter voordoen."
Op 24-jarige leeftijd, en daarbij 86 dagen opgeteld, hield Toivonen lange tijd het record in handen van jongste winnaar van een WK-rally, totdat landgenoot Jari-Matti Latvala deze verbrak tijdens de WK-ronde van Zweden in 2008, toen hij als 22-jarige de rally op zijn naam schreef. Latvala bleek naar eigen woorden zeer verheugd te zijn met het breken van dit record: "Henri (Toivonen) is altijd een idool van mij geweest en stiekem had ik altijd in gedachten gehad het record van jongste winnaar te verbreken". Dit resultaat garandeerde ook een groter programma voor Toivonen in het 1981 seizoen. Voor dat jaar kreeg hij in Fred Gallagher eindelijk een vaste navigator, waardoor er ook definitief werd overgegaan naar Engelse pacenotes. Het duo ving het seizoen aan met een eerste deelname in Monte Carlo. Er werd al snel veel tijd verloren met een lekke band, maar Toivonen herstelde zich uiteindelijk nog tot een vijfde plaats algemeen. Tijdens de Portugese ronde van het WK streed Toivonen mee om de hoogste posities. Hoewel Mikkola in de revolutionaire Audi quattro daar het tempo dicteerde, was de strijd om de tweede plaats tussen Toivonen, Alén en Vatanen intens te noemen.
Na wat verloren tijd vocht Toivonen zich terug tot op een paar seconden van de leidende Alén; met Mikkola en Vatanen inmiddels beide uit de wedstrijd. Op dat moment werd zijn auto echter getroffen door een technisch mankement dat ervoor zorgde dat de achterwielen niet meer aangesloten waren op de aandrijfas. Dit dwong Toivonen zijn Sunbeam constant dwars te gooien om de wielen te blokkeren en er voorwaartse motie in te krijgen. Bij elkaar verloor hij hierdoor bijna tien minuten, waardoor hij aan het eind content moest zijn met een tweede plaats. Deze bemoedigende resultaten werden echter vervolgd met een ongelukkige reeks opgaven in de drie daaropvolgende WK-rally's die Toivonen reed. Een belangrijke tweede plaats werd er daarna door Toivonen behaald in San Remo, waarmee Talbot namelijk nagenoeg verzekerd was van de titel bij de constructeurs. Hoewel deze in hun voordeel beslist werd tijdens de RAC (anderen scoorde daar niet genoeg punten om Talbot nog bij te halen), verliep deze minder succesvol voor hun rijders; Fréquelin, die nog een kampioenschap nastreef, verongelukte terwijl Toivonen al vroeg buitenspel stond met motorpech. Talbot kon vervolgens geen programma garanderen voor het volgend jaar, waardoor Toivonen elders een zitje moest zoeken.

#### 1982-1983: Opel
Het was pas vrij laat dat Toivonen voor 1982 tot een overeenkomst kwam met het door Rothmans gesponsorde Opel; het team onder leiding van oud-rallyrijder Tony Fall. Met een tweeledig programma in het verschiet; het Brits kampioenschap met daarnaast enkele rondes van het wereldkampioenschap, zag het team in Toivonen voornamelijk een ondersteunende rol voor respectievelijk Jimmy McRae en Walter Röhrl weggelegd. Toivonens Britse campagne met de Opel Ascona 400 was qua resultaten haast onkarakteristiek consistent te noemen, aangezien hij in de eerste vier rondes allen op het podium eindigde. Ondanks deze resultaten bestond er binnen het team wel een spanning tussen hem en McRae, die eigenlijk ook zijn grootste rivaal was in het kampioenschap; en daarin werd het punt van gelijke behandeling vanuit Toivonens perspectief op sommige momenten bevraagd. Hoe dan ook had Toivonen tijdens de alles beslissende ronde op het eiland Man, de Manx International Rally, alle kans om de Britse titel binnen te halen, waar naast hijzelf en McRae ook regerend wereldkampioen Vatanen nog een kanshebber op was. De laatstgenoemde zette zich door een ongeluk als eerste buitenspel. Bij Opel werd op voorhand verteld dat wanneer hun rijders eerste en tweede lagen er sprake zou zijn van team orders, en dat ze dus voor het resultaat positie moesten houden. Toivonen leidde de rally in twee instanties (met McRae direct in de achtervolging), maar in geen van beide werden team orders ingeluid. Een curieus elektrisch probleem op de slotdag zorgde voor een ongeluk die Toivonens rally uiteindelijk zag eindigen, waarnaar McRae geconsolideerd naar het kampioenschap kon rijden. In het WK maakte Toivonen een aantal indrukwekkende optredens. In Portugal domineerde hij de openingsproeven op asfalt en zou later wanneer alles op zijn plaats viel ook klassementsproeven op het onverhard winnen, voordat een technisch probleem opnieuw een opgave inluidde. Een hard bevochten derde plaats na een legio aan problemen werd vervolgens behaald in de Acropolis, en in San Remo was een vijfde plaats een schrale troost, aangezien Toivonen voorafgaand aan de slotproef alle kansen had om als tweede te eindigen, waar het niet dat hij in het zicht van de finish lek reed. Het seizoen werd toch op een positieve noot afgesloten in Groot-Brittannië, waar Toivonen de ongenaakbare Audi quattro's van Michèle Mouton en Hannu Mikkola achtervolgde voor een uiteindelijke derde plaats.
Datzelfde jaar in de zomer organiseerde hoofdsponsor Rothmans in het kader van de publieke belangstelling een testsessie met een March Formule 1-auto op het circuit van Silverstone, en Toivonen kreeg de kans om in een van die sessies plaats te nemen achter het stuur. In wisselvallige weersomstandigheden reed Toivonen uiteindelijk een rondetijd die 1,4 seconden sneller bleek dan wat reguliere rijder Raul Boesel als beste had genoteerd. Later maakte Toivonen ook een paar gastoptredens in het Brits Formule 3 kampioenschap met een Ralt-Toyota voor het team van Eddie Jordan. Zijn beste resultaat was een vierde plaats tijdens een seizoensafsluitende race op Thruxton.
Toivonen ving het 1983 seizoen aan in Monte Carlo, waar het team in afwachting van de nieuwe Groep B Opel Manta 400 nog aan de start verscheen met de Ascona. Een derde plaats lag in het vizier toen een excursie echter voor veel tijdsverlies zorgde, waardoor hij achter teamgenoot Vatanen als zesde over de streep kwam. Het langverwachte debuut van de Manta volgde een viertal maanden later in Griekenland, maar dit verminderde niet de underdog rol die het team speelde in het kampioenschap. Toivonens eerste optreden met de Manta eindigde met een klap tegen een boom. In Finland aasde hij op de tweede plaats van Stig Blomqvist voordat de motor het begaf, terwijl deze het in San Remo juist nipt volhield voor een vierde plaats. De daaropvolgende RAC werd echter weer met een kapotte motor afgesloten. Een eerdere overwinning in de Manx Rally, daar waar Toivonen van start tot finish de leiding in handen had, gaf het seizoen nog enigszins kleur. Een ander goed resultaat kwam tot stand in een geheel andere discipline, toen Toivonen de kans kreeg met een Porsche 956 van Richard Lloyd Racing deel te nemen aan een ronde van het Europees kampioenschap voor sportwagens op Mugello, samen met Derek Bell en Jonathan Palmer in de gelederen. In de zes uur durende race eindigde het drietal verdienstelijk op het podium als derde.

#### 1984-1986: Porsche en Lancia

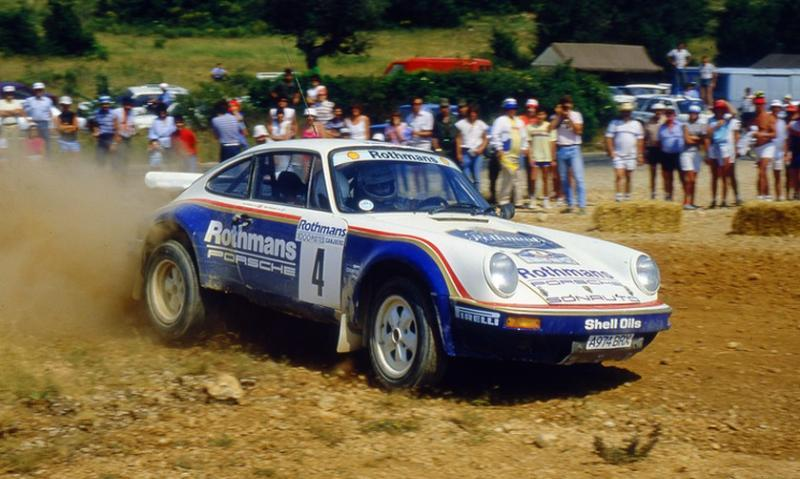
Toivonen in de door Rothmans gesponsorde Porsche 911 op weg naar de overwinning tijdens Mille Pistes Rally in 1984

Toivonen nam voor 1984 zowel afscheid van het team van Opel als navigator Fred Gallagher, en ging met Rothmans als hoofdsponsor mee naar het team van David Richards (Prodrive), die met een speciaal voor Groep B geprepareerde Porsche 911 een programma gingen rijden in het Europees kampioenschap; iets wat Toivonen de mogelijkheid gaf om in de voetstappen van zijn vader te treden. Naast dit tekende hij ook een contract bij Lancia voor een vijftal rally's in het wereldkampioenschap, een kans die Toivonen met veel genoegen aannam. In beide gevallen werd hem hiermee binnen gangbare tijd een competitieve (vierwielaangedreven) auto belooft, maar het drukke programma dat hem dit opleverde weerhield hem ook van de dienstplicht in Finland, die hij al enige tijd aan het uitstellen was (deze zou hij een jaar later alsnog voltooien). Met Ian Grindrod in het navigator stoeltje, werd de start van Toivonens Europese campagne gekenmerkt door kinderproblemen aan de Rothmans Porsche, die nog redelijk ongesorteerd bleek. In zijn eerste twee optredens moest hij in beide gevallen door mechanische pech opgeven, maar dit werd dan weer vervolgd met twee podium resultaten. In de tussentijd maakte hij tijdens de WK-ronde van Portugal zijn eerste opwachting met de Lancia Rally 037, een auto waar Toivonen zelf zeer over te spreken was. Met Juha Piironen naast hem voor de WK-rally's, reflecteerde dit enthousiasme zich dan ook op de razendsnelle openingsproeven op het asfalt, waar Toivonen op de eerste vijf in alle gevallen een snelste tijd noteerde. Op de eerstvolgende klassementsproef ging hij echter net over de schreef en parkeerde daar zijn Lancia met flinke blikschade naast een stenen muur. Met het besef dat dit een gemiste kans was bleef Toivonen enige tijd terneergeslagen bij het wrak staan. Terug in de Porsche, greep hij niet lang daarna naar zijn eerste succes van het seizoen met een zwaar bevochten overwinning in de Costa Smeralda Rally, ondanks rugklachten – die hij eerder het seizoen opliep in een kart wedstrijd – en het feit dat hij kampte met een verstuikte enkel (tijdens de podium ceremonie wuifde hij dan ook theatraal met zijn kruk). Hierna vestigde hij zichzelf als een heuse titelkandidaat, waar hij in de Italiaanse Lancia-rijder Carlo Capone zijn voornaamste concurrent had. Het werd gezegd dat Lancia's teambaas Cesare Fiorio de Fin bewust verplichtingen liet doen in het WK om hem af te houden van deelnames aan belangrijke evenementen op de Europese kalender. Hoe dan ook volgde er voor Toivonen nog overwinningen in Ieper en Madeira (ook won hij de Franse Mille Pistes Rally, maar dit was een evenement die geen onderdeel was van het Europees kampioenschap). Zijn optredens in het WK zag in eerste instantie een slecht vervolg maken met opnieuw een ongeluk in Griekenland, maar Toivonen herstelde deze teleurstelling met een volwassen optreden voor eigen publiek in Finland, waar hij de Rally 037 naar een derde plaats toe reed achter teamgenoot Alén en een ontketende Vatanen in de Peugeot 205 Turbo 16, die hier de auto beklonk met een debuutzege. Dit leverde Toivonen weer de FIA-status van prioriteit A rijder op, maar dit viel allemaal in het tevergeefs toen hij kort na de rally getroffen werd door een hernia. Dit ontnam hem niet alleen van deelnames aan de WK-rondes van San Remo en Groot-Brittannië, maar hiermee ontspoorde ook zijn gehele Europese campagne, en werd de titel daarin uiteindelijk voor zijn neus weggekaapt door Capone.
Ondanks dat de aanbieding er lag om wederom een Europees seizoen te rijden met de Rothmans Porsche, besloot Toivonen zich volledig te binden aan Lancia voor het wereldkampioenschap in 1985, zeker gezien zij inmiddels een vierwielaangedreven opvolger van de Rally 037 hadden gepresenteerd aan het publiek en hier intensief mee aan het testen waren geslagen. Toivonen was inmiddels hersteld van zijn rugklachten en nam als enige Lancia-inschrijving deel aan de seizoensopener in Monte Carlo, waar het team in de hoop op droge weersomstandigheden zich met de Rally 037 toch nog een kans gaven tegen het vierwielaangedreven geweld van de Audi's en Peugeots. Deze bleken echter verre van ideaal en Toivonen reed eigenlijk vanaf het begin af aan een kansloze wedstrijd, waarin hij niet verder kwam dan plaats zes (wanneer de condities mee zaten wist Toivonen desondanks enkele proeven te winnen). Hij keerde vervolgens weer terug in het Europees kampioenschap met een deelname aan de Costa Smeralda, daar waar het team buiten de competitie om ook hun nieuwe rallywapen introduceerde in de vorm van de Lancia Delta S4. In de rally zelf hield Toivonen een comfortabele voorsprong, totdat hij betrokken raakte bij een opmerkelijk ongeluk, toen hij veel te hard een haakse bocht aanving en in zijn reactie de auto achterstevoren tegen een stenen muur aan botste. Een helikopter in de buurt kon hem snel naar het dichtstbijzijnde ziekenhuis afvoeren, waar er later twee gebroken nekwervels werden geconstateerd. Slechts een aantal maanden na zijn eerdere herstel keek hij nu opnieuw tegen een revalidatie periode aan van een maand of vier, die hem ook nog enige tijd zag rondlopen met een metalen constructie om zijn hoofd stabiel te houden. In de tussentijd kwam ook het tragische bericht binnen over teamgenoot Attilio Bettega, die dodelijk verongelukte tijdens de WK-ronde van Corsica. Toivonen kon zijn competitieve terugkeer maken in Finland, wat gezien de vele sprongen die de rally telde niet de meest vergeeflijke plaats was voor een rijder die net hersteld was van een nek- en rugblessure. Toivonen liet zich gelijk verrassen op de openingsproef, waar hij na een landing in een daaropvolgende bocht rechtdoor een greppel in schoot en daarmee schade aan de voorzijde van zijn auto veroorzaakte. Hierna was het vooral een inhaalwedstrijd voor Toivonen, die zijn vroegere vorm pas echt weer zou herpakken in de slothelft van het evenement en zich terug vocht tot een vierde plaats. Hoewel de Lancia's op het onverhard in San Remo geen competitie konden bieden aan voorlopers Röhrl en de kersverse wereldkampioen Timo Salonen, raakte Toivonen weer in zijn element op de slotproeven die de rally zag terugkeren op het asfalt. Een heuse weergave van zijn kwaliteiten op deze ondergrond zag hem de laatste zeven klassementsproeven winnen en hij wist daarmee teamgenoot Alén nog voorbij te gaan om de laatste trede op het podium. Wat volgde was het langverwachte debuut van de inmiddels gehomologeerde Lancia Delta S4 tijdens de afsluitende ronde van het kampioenschap in Groot-Brittannië, waar het team met bijna 900 competitieve kilometers voor de boeg vooral op het uithoudingsvermogen getest zou worden. Toivonen had door omstandigheden gebroken met navigator Piironen, en koos dit keer voor Neil Wilson naast hem als de lokale specialist. Toivonen had weinig getest met de Delta S4 voorafgaand aan het evenement, maar hij en Alén waren gelijk vooraan te zien op de publieksproeven op het asfalt waar de rally doorgaans gestart werd. Eenmaal in de bossen op het onverhard werd het tweetal in eerste instantie achterhaald door de Audi's en Peugeots, temeer ook omdat Toivonen daar last kreeg van de eerste kinderproblemen aan het nieuwe materiaal. Het duurde echter niet lang voordat Audi en Peugeot al hun rijders door uiteenlopende redenen uit de rally zagen vallen, waardoor het uiteindelijk een driestrijd werd tussen de twee Lancia's en de evenzo debuterende MG Metro 6R4 van Tony Pond. Beide Lancia-rijders werden in het restant van de rally geplaagd door kleine incidenten die dan wel van een technische aard waren of een excursie van de weg inhielden, maar tegelijkertijd bleven ze hun top drie positie behouden. Alén leidde tot halverwege de voorlaatste dag, toen hij door een rol echter veel tijd verloor en terugviel achter Toivonen en Pond. Toivonen had daarna het grootste deel van zijn problemen achter de rug en consolideerde naar een zwaar bevochten overwinning toe, met Alén die het team van Lancia beklonk met een onverwachts top twee resultaat, toen hij in de slotfase nog Pond voorbij streef. Na vijf jaar droogte werd dit succes door Toivonen en betrokkenen warm onthaald aan de finish in Nottingham.
Met dit bijgetankte vertrouwen werd het 1986 seizoen ook hoopvol aangevangen in Monte Carlo, waarvoor de Delta S4 op verschillende punten nog verbeterd was sinds de RAC. De Italiaans-Amerikaanse Sergio Cresto, die in 1984 nog samen met Capone concurreerde met Toivonen om de Europese titel, had inmiddels plaatsgenomen in het navigator stoeltje. In de wedstrijd had Toivonen de leiding snel in handen, en hij maakte zijn autoriteit pas echt duidelijk op de slotproef van de eerste dag, waar hij het gros van de concurrentie op ruim een halve minuut reed. Ondanks deze bemoedigende start, leek alles in het niet te raken tijdens de tweede dag, toen hij op een van de verbindingsroutes tussen twee klassementsproeven ongelukkig in botsing raakte met een personenauto; met veel schade aan de linker voorzijde van zijn Delta S4 als gevolg. Het stalen spaceframe waaruit die voorzijde bestond zorgde er echter voor dat de monteurs deze konden vervangen en Toivonen zijn weg kon vervolgen, ondanks dat dit tot enige ongemakken leed in het rijgedrag van de auto. Toivonen leidde hoe dan ook de rally nog altijd, maar verschillende problemen aan het bandenschoeisel ging vervolgens gepaard met tijdsverlies, waardoor Peugeot-rijder Salonen kon profiteren en de eerste positie van hem overnam. Een slotoffensief werd daarna door Toivonen ingezet, en toen Salonen ploeterde met de wisselende omstandigheden op het wegdek, boog hij zijn achterstand van een halve minuut om tot een voorsprong van ruim vier minuten aan de finish. Toivonen won de rally hiermee exact twintig jaar nadat zijn vader Pauli er won, dit weliswaar na de controversiële diskwalificatie van de fabrieksingeschreven Mini Coopers. Pauli was nooit trots op zijn Monte Carlo zege uit 1966, waardoor hij met de uitspraak kwam: "Nu is de naam Toivonen gezuiverd". Hijzelf (Henri) was na afloop eveneens verheugd:
"De rally was erg goed voor mij, ik heb denk ik geen fout gemaakt, ik was erg geconcentreerd. De auto was de gehele rally absoluut perfect ondanks het ongeluk op de verbindingsroute dat ons veel tijd heeft gekost, maar het is in principe allemaal volgens plan gegaan." 

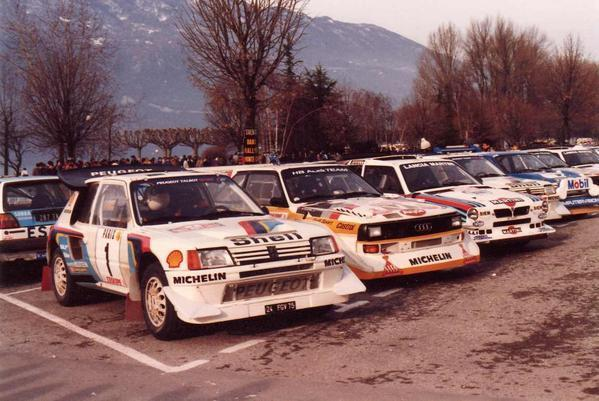
De hoofdrolspelers voor aanvang van de start in Monte Carlo, daar waar Toivonen zichzelf met een overwinning profileerde als kanshebber op de wereldtitel in 1986

Dit resultaat bracht Toivonen in de rol als een favoriet voor de wereldtitel, en zijn intenties hiervoor werden ook meteen duidelijk tijdens de daaropvolgende ronde in Zweden. Hoewel Salonen het voortouw nam op de openingsproeven, hield Toivonen daarachter een tweede plaats stevig in handen, ondanks het feit dat hij klaagde over het nerveuze gedrag van zijn Delta S4 op de met sneeuw bedekte wegen. Maar toen Salonen getroffen werd door motorpech had Toivonen aan het einde van de eerste dag opeens een comfortabele leiding in handen. Deze was echter kort van duur toen hij gelijk aan het begin van de tweede dag eveneens moest opgeven met problemen aan de motor. In Portugal meldde Toivonen zich opnieuw vooraan in het klassement tijdens de openingsproeven op het asfalt, die altijd van grote publieke belangstelling genoten. Op datzelfde moment verongelukte Ford-rijder Joaquim Santos echter waarbij toeschouwers waren betrokken, en waarvan naast tientallen gewonden er uiteindelijk drie dodelijke gevallen te betreuren vielen. De onenigheid die de (fabrieks)rijders hadden met de lakse veiligheidsaspecten van de organisatie aangaande de toeschouwers, deed ze een getekend protest indienen om verdere deelname aan het evenement uit te sluiten, waaronder ook Toivonen. Deze actie werd desondanks niet direct aangemoedigd door Lancia, en Toivonen merkte later op: "Lancia accepteert niks anders dan een overwinning." Het werd gespeculeerd dat Toivonen een paar weken voorafgaand aan het evenement in een testsessie op het circuit van Estoril een rondetijd zou hebben neergezet die hem als zesde zou hebben gekwalificeerd voor de dat jaar verreden Grand Prix Formule 1 van Portugal. De toenmalige Lancia-teammanager Ninni Russo bevestigde recent dat het hier echter ging om Formule 1 testsessies en niet over officiële kwalificatietijden, maar dat hij hierin desalniettemin top tien tijden reed met de Delta S4. De eerstvolgende rally waar Toivonen aan deelnam was de EK-ronde van Costa Smeralda, waar hij ondanks tijd consumerende problemen aan de auto, van start tot finish de leiding vasthield en zodoende – in wat zijn laatste succes uit zijn carrière betekende – naar de overwinning greep.

## Overlijden
De strijd in het wereldkampioenschap werd door Toivonen weer aangevangen op het asfalt in Corsica: een rally die met ruim duizend competitieve kilometers een van de langste afstanden behelsde op de kalender. Toivonen had kort voor de start een keelontsteking opgelopen en lag ook enkele dagen op bed met hoge koorts, maar achtte zichzelf hersteld genoeg en vastberaden om aan de rally deel te nemen, aangezien hij inmiddels de leiding in het kampioenschap was kwijtgeraakt. Om de symptomen te bedwingen nam Toivonen volgens enkele bronnen ook medicijnen in op dat moment. Ondanks zijn toestand zette Toivonen op de eerste dag van de rally een meedogenloos tempo in, dat gekenmerkt werd met een bijna onafgebroken reeks aan snelste tijden. Uiteindelijk had hij na de openingsdag een voorsprong opgebouwd van bijna twee minuten op Peugeot-rijder Bruno Saby, die – met de rest al veel verder achterop – zijn enige concurrent bewees te zijn. Na afloop van de eerste dag becommentarieerde een vermoeide Toivonen:
"Vandaag hebben we het gelijke van een hele Jyskälä gereden. Dit is gekkenwerk, ook al gaat alles goed op dit moment, mocht ik een fout maken dan ben ik zo goed als dood." 
Toivonen klaagde over het feit dat een auto zoals de Delta S4 niet geschikt was voor een rally als Corsica, die gekarakteriseerd wordt door zijn smalle bochtige bergwegen; en dat met name de controle houden over het 500 pk sterke materiaal en het reageren op de vele aanwijzingen van de navigator zowel fysiek als mentaal zijn tol eiste. Hoe dan ook bleef Toivonen in het verloop van de tweede dag het tempo onaangepast dicteren. Bij de ruststop in Corte, kort voor ingang in wat zijn laatste klassementsproef zou worden, becommentarieerde hij:
"Ik weet niet precies waar mijn limiet zit, maar het is moeilijk om de snelheid bij te houden." 
Een klokslag vóór drie uur in de middag van vrijdag 2 mei 1986, op de 7e kilometer van de 18e proef (Corte - Taverna), verongelukten Henri Toivonen en navigator Sergio Cresto dodelijk. Hun Lancia schoot rechtdoor en verliet de weg in een knijpende linkse bocht waar aan de buitenring een vangrail ontbrak, waardoor de auto zich in het nabijgelegen ravijn wierp en zo'n drie meter lager tot landing kwam op zijn dak. De aluminium benzinetank, die zich bijna volledig geëxposeerd in de cabine bevond, werd in dit proces doorboord door boomstronken, waardoor deze bij stilstand in vlammen barstte wat snel overging in een vuurzee. Met geen mogelijkheid van ontsnappen verbrandde het tweetal levend in hun stoelen. Achtervolger Saby en teamgenoot Miki Biasion waren de eersten die het ontstellende tafereel aantroffen. Via de autoradio werd er contact gelegd met het Lanciakamp om hulp in te schakelen, maar tegen de tijd dat hulptroepen daadwerkelijk ter plekke waren, was er niets meer over dan een zwartgeblakerd chassis. De carrosserie, die voor een deel van snel-brandend kevlarmateriaal werd gemaakt, was namelijk al compleet verwoest op dat moment. Toivonen liet een vrouw, Erja, en twee jonge kinderen achter, zoon Markus en dochter Arla.
Hoe het ongeluk heeft plaatsgevonden blijft tot op vandaag de dag ongewis. De hele gebeurtenis is op afstand door een toeschouwer gefilmd, maar daaruit blijkt onmogelijk waar te nemen hoe het ongeluk tot stand kwam. Toen het wrak uiteindelijk uit de afgrond werd getakeld en opgeborgen, was het voor de Lancia-technici onmogelijk direct redenen achter het ongeluk te kunnen vaststellen, omdat de resten te gehavend bleken. Wel zijn er in de loop der tijd verschillende theorieën aan het licht gekomen. Zo wordt de fysieke staat waarin Toivonen verkeerde als aanleiding gezien: deze zou een negatieve invloed op zijn concentratie hebben gehad. Michèle Mouton, die voor Peugeot ook aan de rally deelnam, veronderstelde dat de bocht waar het ongeluk plaatsvond erg verraderlijk was, en dat zij die daarom extra had aangeduid in de notities van haar navigator. Een andere speculatie is dat de brandstof die de turbo-aangedreven Groep B auto's gebruikte een grote hoeveelheid tolueen bevatte; een middel dat de prestaties van een turbomotor aanzienlijk omhooghaalde. Het inademen van een hoge concentratie tolueen in korte tijd kan zorgen voor duizeligheid en slaap. De benzinetank in de Lancia Delta S4 was dicht bij de inzittenden geplaatst, en tijdens de verkenning van het Corsicaanse evenement klaagden Toivonen en teamgenoot Alén al tegenover collega-rijders over de sterke benzinegeur die de cockpit van hun auto's bevatte. Het kan daarom zijn dat Toivonen te maken heeft gekregen met een van deze symptomen toen hij de weg verliet. In 2013 legde Henri's jongere broer Harri Toivonen in een interview uit dat een gebroken gaspedaal waarschijnlijk de toedracht is geweest voor het ongeluk. Het zware voetenwerk zorgde ervoor dat het pedaal door de dunne vloer van de Delta S4 brak en op die positie bleef steken (een al eerder verondersteld probleem bij deze auto). Dit verklaarde ook het gebrek aan remsporen op de plaats waar het gebeurde.

### Nasleep
Slechts luttele uren na het ongeluk kwam de aanwezige FISA-president Jean-Marie Balestre tijdens een persconferentie in Ajaccio met de mededeling dat Groep B auto´s vanaf 1 januari 1987 werden verbannen uit de competitie. Groep A werd naar voren geschoven als de vervangende klasse voor het wereldkampioenschap in 1987. Bij deze werd het concept van de Groep S klasse ook van tafel geveegd, tot ongenoegen van een aantal constructeurs die al in een gevorderd stadium waren met hun prototypes voor deze categorie. Audi liet weten per direct het kampioenschap te verlaten, terwijl het gros van de andere teams het seizoen in gevarieerde programma's uitdeden. De rally zelf werd de volgende dag voortgezet, met Saby als winnaar van het evenement; voor hem een debuutzege die hij uiteindelijk zonder de gebruikelijke ceremonie in ontvangst nam.
Nog vóór de ongelukken van Santos en Toivonen, hadden vele commentatoren en rijders al gewaarschuwd over ongelukken van rijders die simpelweg de controle niet kunnen hebben over zulke krachtige auto´s als de Groep B´s, en daar werd voornamelijk de FIA mee bekritiseerd omdat ze het probleem te laat hadden onderkend. In een later onderzoek door de FIA werd duidelijk dat de reactietijd van rijders te langzaam was om de snelheid van Groep B auto´s bij te kunnen houden, waarbij de ogen van de rijders moeite hadden zich snel aan te passen bij snelle bochtencombinaties, wat resulteerde in kokervisie. De FIA heeft ook kritiek gekregen op de paniekreactie na de dood van Toivonen. John Davenport, Brits auteur, oud-navigator en leidinggevende in Austin Rovers Groep B-project, merkte in 2004 op dat "Groep B auto's beter gecontroleerd konden worden. Ze waren enkel onveilig door het benzinesysteem, de reden van Toivonens dood, en de minieme veiligheid van toeschouwers – het waren niet de auto's zelf."

## Nalatenschap
Toivonen was altijd een gewaardeerd persoon onder zijn collega's, vaak omschreven als "de enige Fin met een gevoel voor humor". Hij stond bekend als een competitief rijder zowel op asfalt als op het onverhard, en vond het daarom moeilijk een keuze te maken tussen het circuit racen en het rallyrijden. Nadat hij voor het laatste had gekozen, maakte Toivonen alsnog een aantal optredens in de racerij, waaronder voor het Britse Formule 3 team van Eddie Jordan. Die noemde Toivonen "een briljante rijder" en vergeleek hem zelfs met wijlen Ayrton Senna. Een aantal jaar na Toivonens dood, kwam Jordan terug op zijn kansen in de Formule 1:
"Ik weet niet of hij ooit een kampioen zou zijn geworden in de Formule 1. Het brengt altijd enig geluk met zich mee, en nu (na het ongeluk) kun je alleen maar twijfelen of hem dit gegund was. Maar hij zou Grands Prix hebben gewonnen – daarvan ben ik absoluut zeker."
In zijn carrière in het wereldkampioenschap rally nam Toivonen in totaal aan veertig WK-rally´s deel, waarin hij drie keer won, negen podiums behaalde, honderdvijfentachtig klassementsproef-overwinningen boekte en tweeëntwintig keer de finish niet wist te bereiken. Met alleen overwinningen in de laatste zes rally´s waar hij aan de finish kwam, was Toivonen op het hoogtepunt van zijn carrière achter het stuur van de Lancia Delta S4, een auto die naar eigen zeggen eindelijk goed bij zijn agressieve rijstijl paste. Toivonen gaf echter wel toe problemen te hebben met de auto en zei dat hij die niet kon besturen. Zijn teambaas bij Lancia, Cesare Fiorio, zei later dat alleen Toivonen wist hoe je de Delta S4 echt moest besturen.
In een necrologie over Henri Toivonen, getiteld 'Rebel With a Cause', vijf dagen na zijn ongeluk gepubliceerd in het Engelse blad Motor, benoemde rally-auteur Martin Holmes, Toivonen als een "rebel driver". Hij bewees daarin dat jonge rijders toch succesvol kunnen zijn in rally, een sport die daarvoor altijd gedomineerd werd door oudere, meer ervaren rijders. Hoewel, Toivonen kon nooit op een consistent niveau blijven en ongelukken vermijden. Voor zijn tijd met de Delta S4, stond Toivonen bekend als een rijder die de vaardigheid had om veel tijd te kunnen goedmaken op één klassementsproef. Dit had als gevolg dat hij relatief veel klassementsproeven won, maar ook regelmatig zwaar crashte doordat hij zijn grenzen overschreedt.

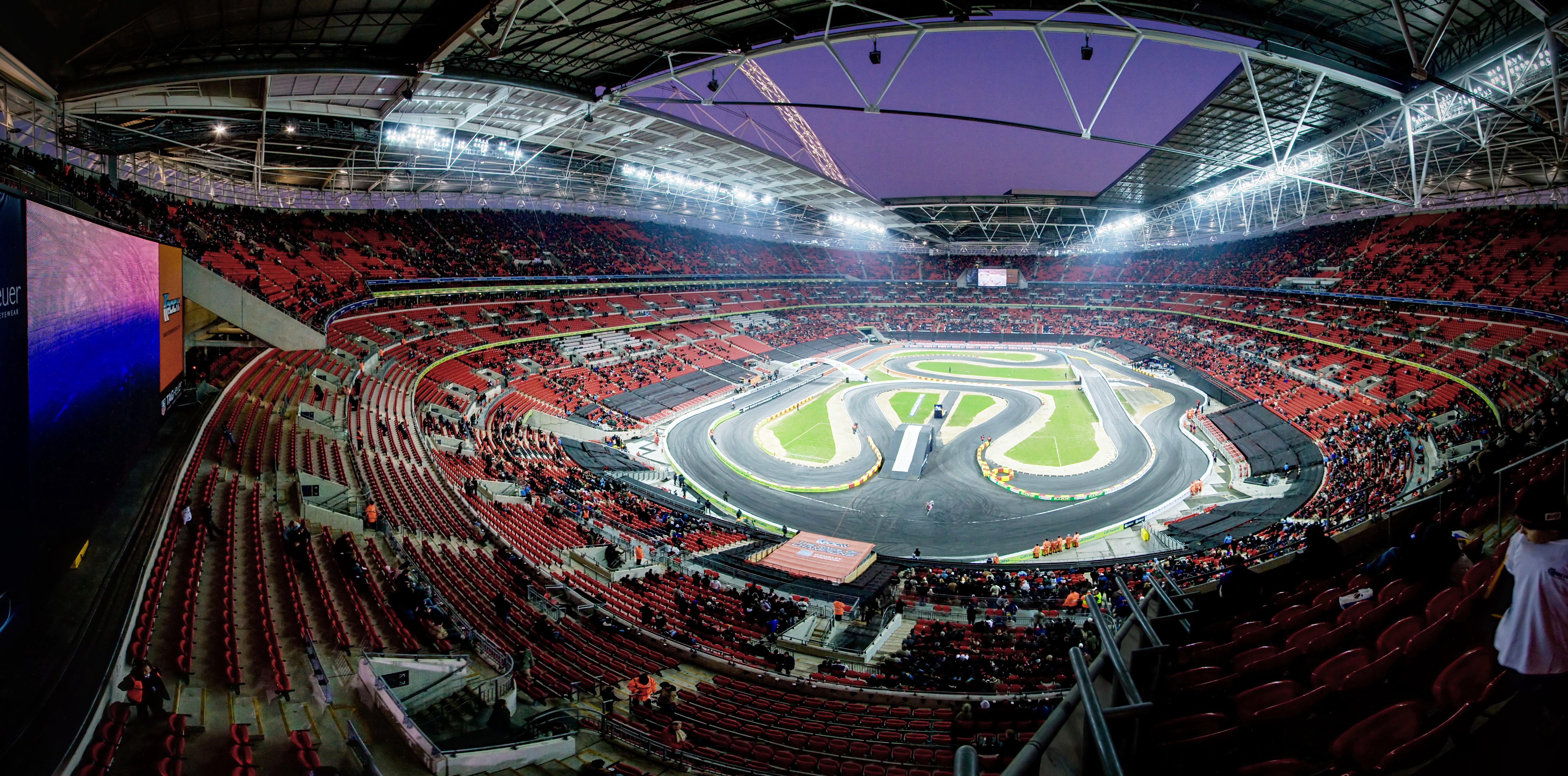
De Race of Champions in 2007

Toivonen werd begraven in Espoo, de stad waar hij op jonge leeftijd naartoe verhuisde. In de fatale bocht werd een gedenksteen geplaatst die nog altijd gesierd wordt door bloemen en een ongeopende fles Martini, die refereert aan zijn tijd bij Lancia's Martini Racing fabrieksteam. In december 1988 organiseerde collega-rijder Michèle Mouton en haar echtgenoot Fredrik Johnsson de eerste editie van de Race of Champions; inmiddels een jaarlijks televisie evenement oorspronkelijk georganiseerd ter nagedachtenis aan Henri Toivonen. In eerste instantie alleen bedoeld voor rallyrijders, heeft het evenement in de laatste tien jaar een groter publiek geworven door ook deelnames van coureurs uit andere disciplines binnen de autosport. De winnaar van de individuele klasse neemt ieder jaar nog de Henri Toivonen Memorial Trophy in ontvangst. Tijdens de WK-rally van Finland in 2006, werd er een speciale tentoonstelling geopend over de carrière van Henri Toivonen. Bij de opening waren onder andere aanwezig Markku Alén, Juha Piironen, collaga-rijder en huidig M-Sport Ford teambaas Malcolm Wilson, en Henri's jongere broer Harri, die zijn carrière oorspronkelijk begon in de rallysport, maar later met respectievelijke successen overstapte naar het circuit. In 2002 beëindigde hij daarin zijn carrière, wat daarmee tegelijkertijd het einde van de bijna vijftigjarige autosport geschiedenis van de Toivonen familie betekende.
In 2012 werd er door McKlein Publishing (van rallyfotograaf Reinhard Klein) in samenwerking met auteur Esa Illoinen een gezamenlijke biografie over de drie Toivonens uitgebracht, getiteld: Toivonen - Pauli, Henri & Harri: Finland's Fastest Family. Tijdens de Rally van Finland in 2016 bestuurde Harri Toivonen een ex-Toivonen Delta S4 over de openingsproef van de wedstrijd, Harju, als eerbetoon aan zijn overleden broer dertig jaar eerder.

## Complete resultaten in het wereldkampioenschap rally
| Gedetailleerde resultaten | Gedetailleerde resultaten              | Gedetailleerde resultaten | Gedetailleerde resultaten | Gedetailleerde resultaten | Gedetailleerde resultaten | Gedetailleerde resultaten | Gedetailleerde resultaten | Gedetailleerde resultaten |
| Seizoen                   | Rally                                  | Navigator                 | #                         | Auto                      | Inschrijving              | Gr.                       | Pos.                      | Pos. in WK                |
| ------------------------- | -------------------------------------- | ------------------------- | ------------------------- | ------------------------- | ------------------------- | ------------------------- | ------------------------- | ------------------------- |
| 1975                      | 25th 1000 Lakes Rally                  | Antero Lindqvist          | 36                        | Simca Rallye 2            | Racing Team Toivonen & Co | 1                         | DNF                       | –                         |
| 1977                      | 27th 1000 Lakes Rally                  | Antero Lindqvist          | 25                        | Chrysler Avenger          | Chrys-Auto Oy             | 1                         | 5                         | –                         |
| 1978                      | 12º Rallye de Portugal Vinho do Porto  | Juha Paajanen             | 24                        | Citroën CX 2400           | Citroën Competitions      | 2                         | DNF                       | –                         |
| 1978                      | 25th Acropolis Rally                   | Juha Paajanen             | 22                        | Citroën CX 2400           | Citroën Competitions      | 2                         | DNF                       | –                         |
| 1978                      | 28th 1000 Lakes Rally                  | Juha Paajanen             | 21                        | Porsche 911               | Chrys-Auto Oy             | 4                         | DNF                       | –                         |
| 1978                      | 34th Lombard RAC Rally                 | Juhani Korhonen           | 44                        | Chrysler Sunbeam          | Racing Team Toivonen      | 2                         | 9                         | –                         |
| 1979                      | 29th 1000 Lakes Rally                  | Juha Paajanen             | 14                        | Fiat 131 Abarth           | Autonovo Oy               | 4                         | DNF                       | –                         |
| 1979                      | 35th Lombard RAC Rally                 | Phil Boland               | 20                        | Ford Escort RS1800        | Total Oil                 | 4                         | DNF                       | –                         |
| 1980                      | 14º Rallye de Portugal Vinho do Porto  | Antero Lindqvist          | 20                        | Talbot Sunbeam Lotus      | Talbot Cars GB            | 2                         | DNF                       | 10                        |
| 1980                      | 30th 1000 Lakes Rally                  | Antero Lindqvist          | 12                        | Talbot Sunbeam Lotus      | Talbot Motor Co Ltd.      | 2                         | DNF                       | 10                        |
| 1980                      | 22º Rallye Sanremo                     | Antero Lindqvist          | 16                        | Talbot Sunbeam Lotus      | Talbot Cars GB            | 2                         | 5                         | 10                        |
| 1980                      | 36th Lombard RAC Rally                 | Paul White                | 16                        | Talbot Sunbeam Lotus      | Talbot Cars GB            | 2                         | 1                         | 10                        |
| 1981                      | 49ème Rallye Automobile de Monte-Carlo | Fred Gallagher            | 8                         | Talbot Sunbeam Lotus      | Talbot Sport              | 2                         | 5                         | 7                         |
| 1981                      | 15º Rallye de Portugal Vinho do Porto  | Fred Gallagher            | 9                         | Talbot Sunbeam Lotus      | Talbot Sport              | 2                         | 2                         | 7                         |
| 1981                      | 25ème Tour de Corse - Rallye de France | Fred Gallagher            | 9                         | Talbot Sunbeam Lotus      | Talbot Sport              | 2                         | DNF                       | 7                         |
| 1981                      | 28th Acropolis Rally                   | Fred Gallagher            | 11                        | Talbot Sunbeam Lotus      | Talbot Sport              | 2                         | DNF                       | 7                         |
| 1981                      | 31st 1000 Lakes Rally                  | Fred Gallagher            | 6                         | Talbot Sunbeam Lotus      | Talbot Sport              | 2                         | DNF                       | 7                         |
| 1981                      | 23º Rallye Sanremo                     | Fred Gallagher            | 11                        | Talbot Sunbeam Lotus      | Talbot Sport              | 2                         | 2                         | 7                         |
| 1981                      | 37th Lombard RAC Rally                 | Fred Gallagher            | 1                         | Talbot Sunbeam Lotus      | Talbot Sport              | 2                         | DNF                       | 7                         |
| 1982                      | 16º Rallye de Portugal Vinho do Porto  | Fred Gallagher            | 6                         | Opel Ascona 400           | Rothmans Opel Rally Team  | 4                         | DNF                       | 7                         |
| 1982                      | 29th Acropolis Rally                   | Fred Gallagher            | 6                         | Opel Ascona 400           | Rothmans Opel Rally Team  | 4                         | 3                         | 7                         |
| 1982                      | 32nd 1000 Lakes Rally                  | Fred Gallagher            | 4                         | Opel Ascona 400           | Rothmans Opel Rally Team  | 4                         | DNF                       | 7                         |
| 1982                      | 24º Rallye Sanremo                     | Fred Gallagher            | 6                         | Opel Ascona 400           | Rothmans Opel Rally Team  | 4                         | 5                         | 7                         |
| 1982                      | 38th Lombard RAC Rally                 | Fred Gallagher            | 7                         | Opel Ascona 400           | Rothmans Opel Rally Team  | 4                         | 3                         | 7                         |
| 1983                      | 51ème Rallye Automobile de Monte-Carlo | Fred Gallagher            | 6                         | Opel Ascona 400           | Rothmans Opel Rally Team  | B                         | 6                         | 14                        |
| 1983                      | 30th Acropolis Rally                   | Fred Gallagher            | 6                         | Opel Manta 400            | Rothmans Opel Rally Team  | B                         | DNF                       | 14                        |
| 1983                      | 33rd 1000 Lakes Rally                  | Fred Gallagher            | 7                         | Opel Manta 400            | Rothmans Opel Rally Team  | B                         | DNF                       | 14                        |
| 1983                      | 25º Rallye Sanremo                     | Fred Gallagher            | 7                         | Opel Manta 400            | Rothmans Opel Rally Team  | B                         | 4                         | 14                        |
| 1983                      | 39th Lombard RAC Rally                 | Fred Gallagher            | 2                         | Opel Manta 400            | Rothmans Opel Rally Team  | B                         | DNF                       | 14                        |
| 1984                      | 18º Rallye de Portugal Vinho do Porto  | Juha Piironen             | 10                        | Lancia Rally 037          | Martini Racing            | B                         | DNF                       | 16                        |
| 1984                      | 31st Acropolis Rally                   | Juha Piironen             | 11                        | Lancia Rally 037          | Martini Racing            | B                         | DNF                       | 16                        |
| 1984                      | 34th 1000 Lakes Rally                  | Juha Piironen             | 10                        | Lancia Rally 037          | Martini Racing            | B                         | 3                         | 16                        |
| 1985                      | 53ème Rallye Automobile de Monte-Carlo | Juha Piironen             | 4                         | Lancia Rally 037          | Martini Racing            | B                         | 6                         | 6                         |
| 1985                      | 35th 1000 Lakes Rally                  | Juha Piironen             | 5                         | Lancia Rally 037          | Martini Racing            | B                         | 4                         | 6                         |
| 1985                      | 27º Rallye Sanremo                     | Juha Piironen             | 1                         | Lancia Rally 037          | Martini Racing            | B                         | 3                         | 6                         |
| 1985                      | 41st Lombard RAC Rally                 | Neil Wilson               | 6                         | Lancia Delta S4           | Martini Racing            | B                         | 1                         | 6                         |
| 1986                      | 54ème Rallye Automobile de Monte-Carlo | Sergio Cresto             | 7                         | Lancia Delta S4           | Lancia Martini            | B                         | 1                         | 13                        |
| 1986                      | 36th International Swedish Rally       | Sergio Cresto             | 5                         | Lancia Delta S4           | Lancia Martini            | B                         | DNF                       | 13                        |
| 1986                      | 20º Rallye de Portugal Vinho do Porto  | Sergio Cresto             | 8                         | Lancia Delta S4           | Lancia Martini            | B                         | WD                        | 13                        |
| 1986                      | 30ème Tour de Corse - Rallye de France | Sergio Cresto             | 4                         | Lancia Delta S4           | Lancia Martini            | B                         | DNF                       | 13                        |

| Seizoen | Inschrijving              | Auto                 | 1     | 2       | 3       | 4       | 5       | 6       | 7       | 8   | 9       | 10    | 11      | 12      | 13  | Pos. | Punten |
| ------- | ------------------------- | -------------------- | ----- | ------- | ------- | ------- | ------- | ------- | ------- | --- | ------- | ----- | ------- | ------- | --- | ---- | ------ |
| 1975    | Racing Team Toivonen & Co | Simca Rallye 2       | MON   | ZWE     | KEN     | GRI     | MAR     | POR     | FIN DNF | ITA | FRA     | GBR   |         |         |     | N/A  | N/A    |
| 1977    | Crys-Auto Oy              | Chrysler Avenger     | MON   | ZWE     | POR     | KEN     | NZL     | GRI     | FIN 5   | CAN | ITA     | FRA   | GBR     |         |     | N/A  | N/A    |
| 1978    | Citroën Competitions      | Citroën CX 2400      | MON   | ZWE     | KEN     | POR DNF | GRI DNF |         |         |     |         |       |         |         |     | N/A  | N/A    |
| 1978    | Crys-Auto Oy              | Porsche 911          |       |         |         |         |         | FIN DNF | CAN     | ITA | IVK     | FRA   |         |         |     | N/A  | N/A    |
| 1978    | Racing Team Toivonen      | Chrysler Sunbeam     |       |         |         |         |         |         |         |     |         |       | GBR 9   |         |     | N/A  | N/A    |
| 1979    | Autonovo Oy               | Fiat 131 Abarth      | MON   | ZWE     | POR     | KEN     | GRI     | NZL     | FIN DNF | CAN | ITA     | FRA   |         |         |     | –    | 0      |
| 1979    | Total Oil                 | Ford Escort RS1800   |       |         |         |         |         |         |         |     |         |       | GBR DNF | IVK     |     | –    | 0      |
| 1980    | Talbot Cars GB            | Talbot Sunbeam Lotus | MON   | ZWE     | POR DNF | KEN     | GRI     | ARG     |         |     | ITA 5   | FRA   | GBR 1   | IVK     |     | 10   | 28     |
| 1980    | Talbot Motor Co Ltd.      | Talbot Sunbeam Lotus |       |         |         |         |         |         | FIN DNF | NZL |         |       |         |         |     | 10   | 28     |
| 1981    | Talbot Sport              | Talbot Sunbeam Lotus | MON 5 | ZWE     | POR 2   | KEN     | FRA DNF | GRI DNF | ARG     | BRA | FIN DNF | ITA 2 | IVK     | GBR DNF |     | 7    | 38     |
| 1982    | Rothmans Opel Rally Team  | Opel Ascona 400      | MON   | ZWE     | POR DNF | KEN     | FRA     | GRI 3   | NZL     | BRA | FIN DNF | ITA 5 | IVK     | GBR 3   |     | 7    | 32     |
| 1983    | Rothmans Opel Rally Team  | Opel Ascona 400      | MON 6 | ZWE     | POR     | KEN     | FRA     |         |         |     |         |       |         |         |     | 14   | 16     |
| 1983    | Rothmans Opel Rally Team  | Opel Manta 400       |       |         |         |         |         | GRI DNF | NZL     | ARG | FIN DNF | ITA 4 | IVK     | GBR DNF |     | 14   | 16     |
| 1984    | Martini Racing            | Lancia Rally 037     | MON   | ZWE     | POR DNF | KEN     | FRA     | GRI DNF | NZL     | ARG | FIN 3   | ITA   | IVK     | GBR     |     | 17   | 12     |
| 1985    | Martini Racing            | Lancia Rally 037     | MON 6 | ZWE     | POR     | KEN     | FRA     | GRI     | NZL     | ARG | FIN 4   | ITA 3 | IVK     |         |     | 6    | 48     |
| 1985    | Martini Racing            | Lancia Delta S4      |       |         |         |         |         |         |         |     |         |       |         | GBR 1   |     | 6    | 48     |
| 1986    | Lancia Martini            | Lancia Delta S4      | MON 1 | ZWE DNF | POR WD  | KEN     | FRA DNF | GRI     | NZL     | ARG | FIN     | IVK   | ITA     | GBR     | VST | 13   | 20     |

Noot:
- Het concept van het wereldkampioenschap rally tussen 1973 en 1976, hield in dat er enkel een kampioenschap open stond voor constructeurs.
- In de seizoenen 1977 en 1978 werd de FIA Cup for Drivers georganiseerd. Hierin meegerekend alle WK-evenementen, plus tien evenementen buiten het WK om.

### Overwinningen
| # | Seizoen | Rally                                  | Navigator     | Auto                 |
| - | ------- | -------------------------------------- | ------------- | -------------------- |
| 1 | 1980    | 36th Lombard RAC Rally                 | Paul White    | Talbot Sunbeam Lotus |
| 2 | 1985    | 41th Lombard RAC Rally                 | Neil Wilson   | Lancia Delta S4      |
| 3 | 1986    | 54ème Rallye Automobile de Monte-Carlo | Sergio Cresto | Lancia Delta S4      |

## Overige internationale overwinningen

### Europees kampioenschap rally
| Seizoen | Rally                         | Navigator        | Auto                 |
| ------- | ----------------------------- | ---------------- | -------------------- |
| 1980    | 15th Arctic Rally             | Antero Lindqvist | Talbot Sunbeam Lotus |
| 1983    | 21st Manx International Rally | Fred Gallagher   | Opel Manta 400       |
| 1984    | 7º Rally Costa Smeralda       | Juha Piironen    | Porsche 911 SC RS    |
| 1984    | 20th 24 Heures d'Ypres        | Ian Grindrod     | Porsche 911 SC RS    |
| 1984    | 25º Rali Vinho da Madeira     | Juha Piironen    | Porsche 911 SC RS    |
| 1986    | 9º Rally Costa Smeralda       | Sergio Cresto    | Lancia Delta S4      |

### Andere
| Seizoen | Rally                    | Navigator    | Auto              |
| ------- | ------------------------ | ------------ | ----------------- |
| 1984    | 9ème Rallye Mille Pistes | Ian Grindrod | Porsche 911 SC RS |